# Guilhén Peres de Gusmão
Guilhén Peres de Gusmão (em castelhano: Guillén Pérez de Guzmán) (ca. 1180[a]–1233), rico-homem do Reino de Castela e o avô materno da rainha Beatriz de Castela, foi filho de Pedro Rodrigues de Gusmão (m. 18 julho 1195, Batalha de Alarcos), senhor de Gusmão, e de Mahalda.[b] Ele e seus irmãos Nuno e Teobaldo lutaram com o rei Afonso VIII de Castela na batalha das Navas de Tolosa em 1212. Durante a crise sucessória depois da morte do rey Afonso VIII, os Gusmão apoiaram aos Lara mas Ghilhén, estava ao lado da rainha Berengária de Castela provavelmente devido a seu matrimónio com uma Girão, a família que apoiou a rainha e a seu filho o futuro Fernando III.

## Matrimónio e descendência

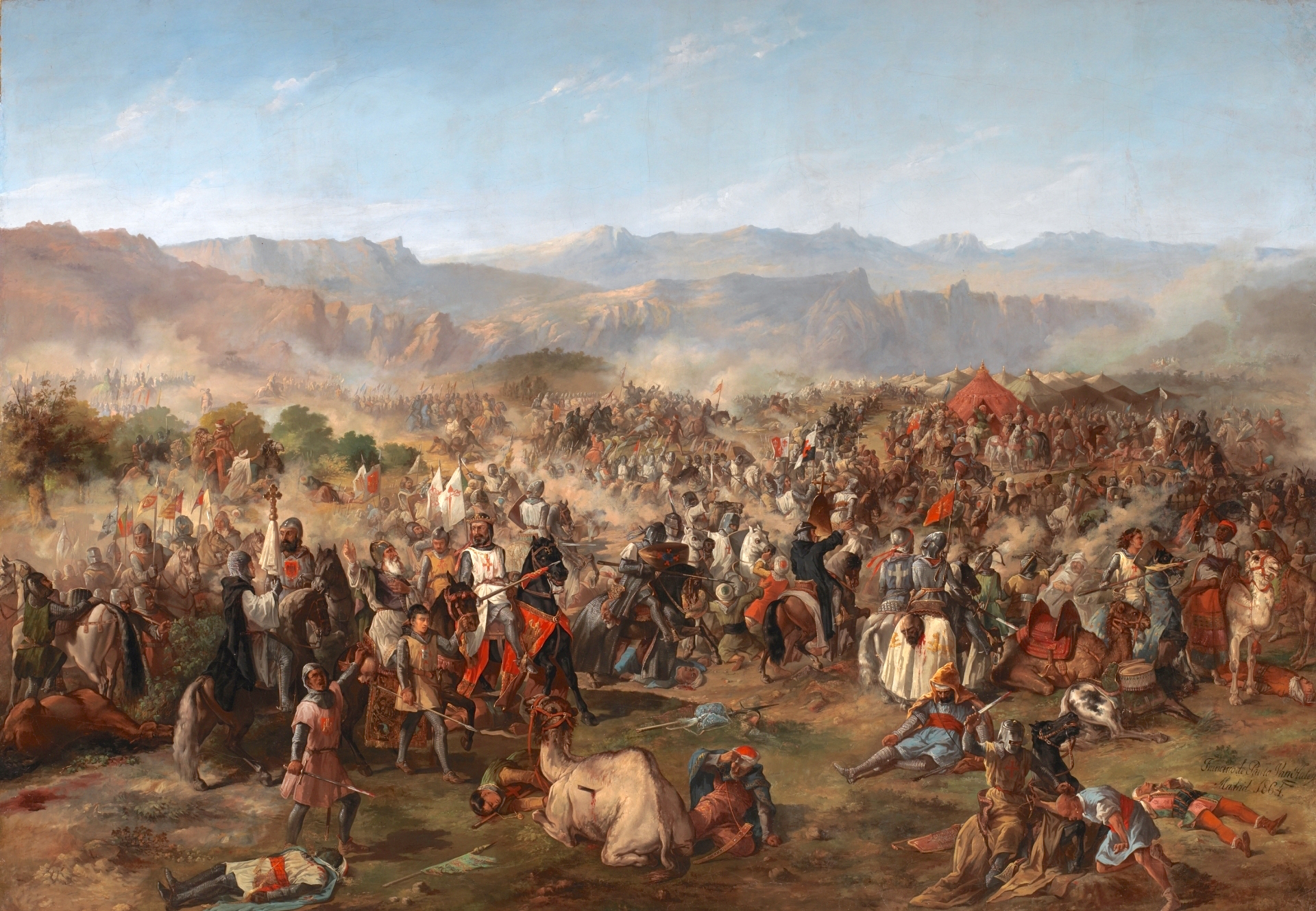
Batalha de Navas de Tolosa. Pintura a óleo do século XIX, de F. P. Van Halen, exposta no Palácio do Senado em Madrid.

Casou provavelmente antes de 1217 e com certeza antes de maio de 1222 com Maria Gonçales Girão,[c]  filha de Gonçalo Rodrigues Girão, tenente em Carrión de los Condes e senhor de Autillo de Campos, e de Sancha Rodrigues.[d] Depois de enviuvar, Maria casou com Gil Vasques de Soverosa de quem teve descendência. Guilhén e María foram os pais de:
- Nuno Guilhén de Gusmão,[5] casado com Teresa Alvares de Manzanedo, filha de Álvaro Gil de Manzanedo, filho de Gil Manrique de Manzanedo,
- Pedro Nunes de Gusmão, adiantado-mór de Castela,[6] senhor de Derruña e de San Román. Casou por duas vezes; a primeira com Urraca Afonso, filha ilegítima do rei Afonso IX de Leão e de Teresa Gil de Soverosa,[7] e a segunda com Teresa Rodrigues Brizuela,
- Mor Guilhén de Gusmão,[1] amante do rei Afonso X de Leão e Castela, os pais da rainha Beatriz de Castela, esposa do rei Afonso III de Portugal. Foi a primeira senhora de Alcocer e, em Setembro de 1260, fundou e dotou o Mosteiro de Santa Clara em Saõ Miguel del Monte dentro da villa de Alcocer. Seus irmãos Nuno e Pedro confirmaram o documento.[8]